# Four Last Songs
Four Last Songs è un ciclo di canzoni del compositore inglese Ralph Vaughan Williams, composto da quattro brani: "Procris", "Menelaus", "Tired" e "Hands, Eyes, and Heart". Tutte le canzoni furono composte tra il 1954 e il 1958.

## Descrizione
Il ciclo è più adatto ad un mezzosoprano, sebbene la nota originale del programma della première del 1959 riconosca che tutte le canzoni possono essere cantate da un baritono, tranne "Hands, Eyes, and Heart", "che è una canzone per una donna." È stato suggerito che le quattro canzoni fossero originariamente intese come due cicli di canzoni separati con "Menelaus" e "Procris" appartenenti a un ciclo e "Tired" e "Hands, Eyes, and Heart" appartenenti a un altro. Tuttavia c'è un dibattito nella comunità accademica su questo raggruppamento dei cicli di canzoni così proposto. Renée Chérie Clark nel suo saggio "A Critical Appraisal of Four Last Songs" suggerisce, citando una lettera del compositore ad un amico della Cornell University, che Vaughan Williams in realtà intendeva che "Menelaus" e "Hands, Eyes, and Heart" fossero raggruppati insieme. La morte del compositore nel 1958 lasciò entrambi i cicli incompiuti e, nel 1960, furono riuniti dalla vedova del compositore, Ursula Vaughan Williams e pubblicati come impostati dalla Oxford University Press. I testi di tutte e quattro le canzoni sono poesie scritte dalla moglie di Vaughan Williams, Ursula, che ha scritto diversi libri di poesie nel corso della sua vita e una biografia del suo defunto marito. "Procris" e "Menelaus" si occupano di figure dell'antica mitologia greca e romana e della poesia epica mentre "Tired" e "Hands, Eyes, and Heart" raffigurano immagini di amore tra marito e moglie.

## I. Procris (Procri)
Il quadro di Piero di Cosimo Un satiro in lutto per una ninfa (La morte di Procri) spinse Ursula Vaughan Williams a scrivere la sua poesia "Procris". Nell'antica mitologia Procri, sospettando che suo marito Cefalo avesse un amante segreto, gli si intrufola dietro mentre caccia nei boschi. Sorpreso dai rumori alle sue spalle, si gira e colpisce Procri con l'arco. La canzone è scritta in un duplice metro (6⁄8) e contiene molti cambi di tonalità. Benché sia scritta nella chiave di sol magg., i due motivi discendenti a undici note iniziali ricordano più una scala di sol min.. La canzone contiene anche molti ritmi di emiolia e cromatismi.

## II. Menelaus (Menelao)
Un giorno, dopo che Vaughan Williams e sua moglie avevano letto la traduzione di T. E. Lawrence dell'Odissea di Omero, Ursula si sentì spinta a scrivere alcuni versi. La poesia e la canzone risultanti sono diventati la quarta canzone del ciclo "Menelaus". Il personaggio Menelao appare sia nell'Iliade di Omero che nell'Odissea. Menelao è il re di Sparta la cui moglie, Elena, era stata portata da Paride a Troia. Insieme a suo fratello Agamennone, al compagno il re Ulisse e ad altri guerrieri, Menelao lanciò la Guerra di Troia per riconquistare sua moglie e riportarla a Sparta. Nell'Odissea il figlio di Ulisse, Telemaco, visita Menelao nel tentativo di ottenere notizie su suo padre che non è ancora tornato dalla guerra. Vaughan Williams trasse ispirazione dalla descrizione di Menelao a Telemaco delle cose che Ulisse doveva fare per tornare a casa. Ciò è evidente nel testo della canzone in cui la frase "tornerai a casa" ritorna sia come ritornello lirico che musicale.
"Menelaus" è simile a "Procris" in quanto contengono entrambi molti ritmi di emiola e un centro tonale oscillante. "Menelaus" è scritto in un metro triplo, ma contiene molte modifiche metriche in tutto il pezzo che vanno di solito avanti e indietro tra il metro triplo e il metro doppio. La battuta di apertura contiene tre gruppi di note biscrome discendenti e ascendenti che suggeriscono il suono di un'arpa o di una lira, che evoca un'immagine di un'antica narrazione e creazione musicale. Questo schema si ripete ovunque si verifichino le parole "tornerai a casa" così come l'affermazione "tendi la mano" creando una sezione breve, simile a un ritornello.

## III. Tired (Stanca)
Testualmente, oltre che musicalmente, "Tired" e "Hands, Eyes, and Heart" sono i più strettamente correlati del gruppo. Entrambi i testi descrivono uno stato di abbandono di sé in favore di una vita dedicata a un'altra persona. "Tired" può essere diviso in un formato ABA costituito da un ritornello in si bem. minore con una sezione in versi nel minore dominante, fa minore. Nella sezione A di "Tired" la cantante implora il suo amante "Dormi e sarò ancora come te un altro dormiente, tenendoti tra le mie braccia". La cantante si accontenta di stare semplicemente vicino al suo amato "finalmente". Nella sezione fa minore, l'emozione si sviluppa mentre l'oratore descrive come la "mezzanotte che protegge" è l'unico posto dove possono essere soli insieme dove "nessuna passione, disperazione o speranza" può separare i due l'uno dall'altro. Al ritorno della sezione A, torniamo al si bem. minore e l'oratore afferma le cose che ricorderà della sua amata "quando il fuoco sarà trasformato in cenere e i minuti saranno passati". È importante notare che mentre la canzone è intitolata "Tired", c'è poco sonno che all'interno del brano mentre la linea di basso si sposta su e giù di un quarto, spostando la canzone in avanti, e il testo mostra la scarsa intenzione dell'oratore di andare a dormire.

## IV. Hands, Eyes, and Heart  (Mani, occhi e cuore)
"Hands, Eyes, and Heart" inizia in do minore e termina nel relativo maggiore di mi bem. magg. Il testo è una serie di inviti. Chi parla implora le mani di lei di "dargli tutta la misura del mio amore", gli occhi di lei "che sono profonde pozze di verità" e il cuore di lei per "riposare e vivere nel custodirlo". Dunque, la struttura musicale inizia con una semplice melodia che possiamo chiamare A, quindi la elabora nell'invito successivo (A′), e successivamente elabora ulteriormente la melodia (A″), e infine termina con un accordo di mi bem. magg..